# Aunsøgård
Avnsøgaard er en herregård der ligger i Aunsø Sogn, Kalundborg Kommune i Nordvestsjælland.
Umiddelbart øst for de tilbageværende driftsbygninger findes Aunsø Gamle Kirke.

## Ejere af Avnsøgaard
- (1231-1661) Kronen
- (1661-1667) Hannibal Lauridsen
- (1667-1673) Georg Müller
- (1673-1691) Jørgen Bielke
- (1691-1694) Enke Fru Sophie Amalie Bielke gift Deichmann
- (1694-1703) Wilhelm Deichmann
- (1703) Niels Caspersen Valerius
- (1703-1724) Hans Tvede
- (1724-1750) Johan Conrad Ernst
- (1750-1751) Margrethe Elisabeth Weinmann gift Ernst / Frederikke Louise Ernst
- (1751-1757) Christian Lerche
- (1757-1766) Amalie Margrethe Christiane Caroline af Leiningen-Westerburg, gift Lerche
- (1766-1798) Georg Flemming Lerche
- (1798-1852) Christian Cornelius Lerche
- (1852-1885) Christian Albrecht Lerche
- (1885-1923) Christian Cornelius Lubbi Lerche
- (1923-1962) Thomas Junker
- (1962-1996) Ole Junker
- (1996-1998) Ulla Junker
- (1998-2006) Peter Kjær
- (2006-2019) Dønnerup A/S
- (2019-) Andreas Hastrup

## Udbygninger
- (ca. 1660) Firefløjet teglhængt bindingsværksbygning.
- (ca. 1667) Restaureret.
- (1872) Hovedbygning opført. - Nedrevet 2003.